# Katharina Filter
Katharina Filter (* 4. Februar 1999 in Hamburg) ist eine deutsche Handballspielerin, die sowohl für die deutsche Hallenhandballnationalmannschaft als auch für die deutsche Beachhandballnationalmannschaft aufläuft.

## Karriere

### Im Verein
Katharina Filter begann das Handballspielen bei der HG Norderstedt. Ab 2014 besuchte die Torhüterin für ein Jahr das Handball-Internat des dänischen Erstligisten Viborg HK. Anschließend schloss sich Filter dem Buxtehuder SV an, bei dem sie anfangs schon als B-Jugendliche in der A-Jugend eingesetzt wurde. Mit der Buxtehuder A-Jugend gewann sie 2016 sowie 2017 die deutsche A-Jugendmeisterschaft und belegte 2018 den zweiten Platz bei der deutschen A-Jugendmeisterschaft.
Filter sammelte während ihrer Jugendzeit Spielpraxis in der 2. Mannschaft des Buxtehuder SV, die in der 3. Liga antrat. Im Jahr 2018 wechselte Filter zum Zweitligisten HL Buchholz 08-Rosengarten. Mit den Luchsen gewann sie in der Saison 2018/19 die Meisterschaft in der 2. Bundesliga. Anschließend kehrte Filter zum Buxtehuder SV zurück, bei dem sie dem Kader der Bundesligamannschaft angehörte. Bei ihrem Bundesligadebüt am 7. September 2019 parierte sie insgesamt 11 Würfe der HSG Bad Wildungen. Am 3. Spieltag der Saison 2019/20 erzielte sie ihr erstes Tor in der Bundesliga. Nachdem Lone Fischer im August 2021 ihre Karriere beendet hatte, übernahm Filter das Amt als Kapitänin beim Buxtehuder SV.
Filter wechselte im Sommer 2022 zum dänischen Erstligisten København Håndbold. In der Saison 2022/23 parierte sie über 300 gegnerische Würfe. Von 2023 bis 2025 hütete sie das Tor des französischen Erstligisten Brest Bretagne Handball. Seit dem Sommer 2025 steht sie beim dänischen Erstligisten Team Esbjerg unter Vertrag.

### Beachhandball
2021 wurde Filter bei den deutschen Meisterschaften mit ihrer Mannschaft Beach Unicorns Hannover Dritte.

### In Auswahlmannschaften

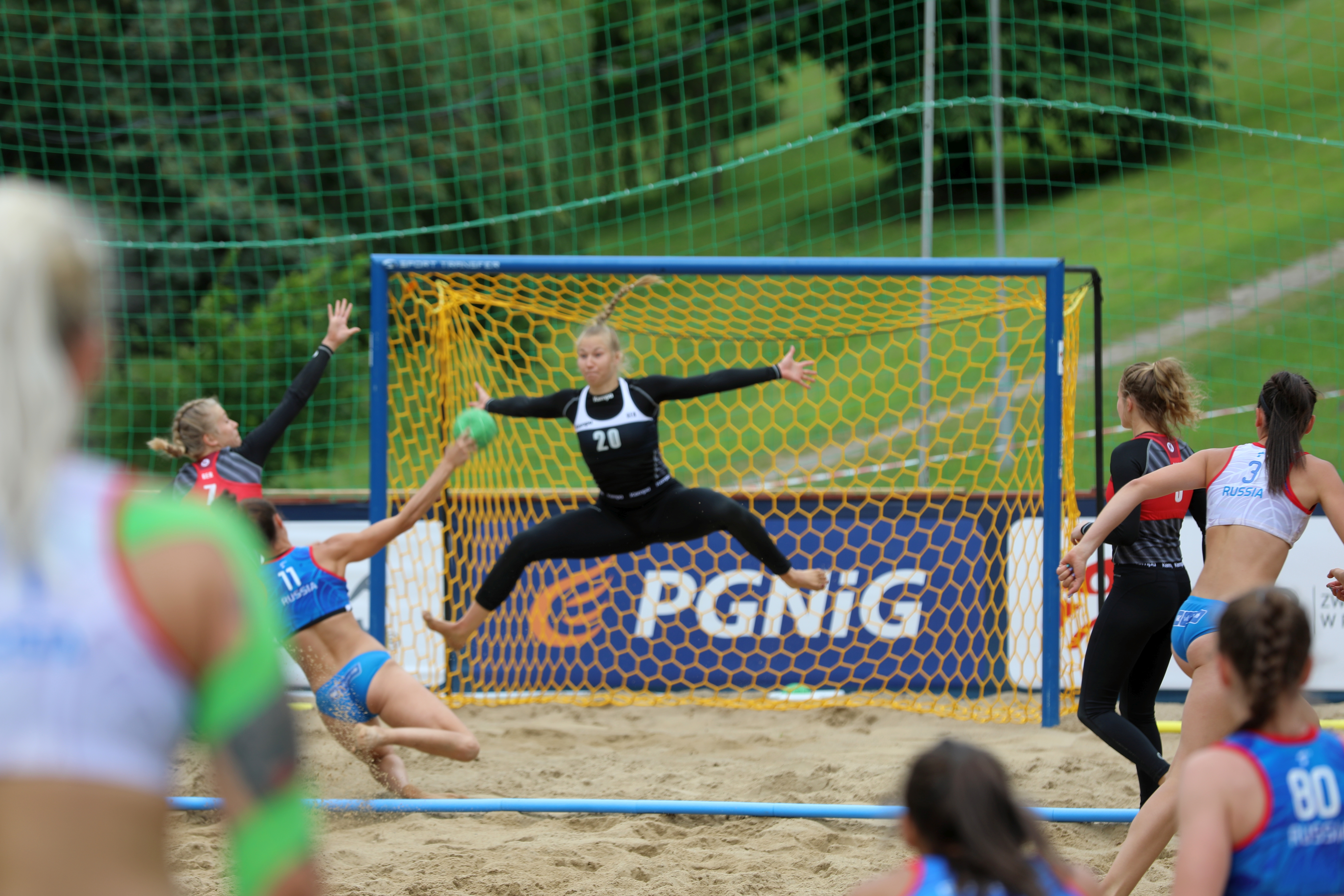
Katharina Filter beim Abwehrversuch bei der Beach-EM 2019

Katharina Filter gab im März 2017 ihr Debüt für die deutsche Juniorinnennationalmannschaft. Mit dieser Auswahlmannschaft nahm sie an der U-19-Europameisterschaft 2017 teil. Aktuell läuft Filter für die deutsche Beachhandballnationalmannschaft auf, mit der sie an der Beachhandball Euro 2019 teilnahm und Neunte wurde.
Filter gab am 17. April 2021 ihr Länderspieldebüt für die deutsche Hallennationalmannschaft gegen Portugal. Bei der Beachhandball Euro 2021 gewann sie mit der deutschen Beachhandball-Nationalmannschaft unter Trainer Alexander Novakovic den EM-Titel. Filter wurde dabei zur besten Torhüterin des Turniers gewählt. Ein Jahr später gewann sie mit Deutschland die Goldmedaille bei der Beachhandball-Weltmeisterschaft sowie bei den World Games. Am Jahresende 2022 belegte sie bei der Hallenhandball-Europameisterschaft den siebten Platz. Im Turnierverlauf parierte sie 28,7 % der gegnerischen Würfe. 2023 verteidigte sie mit der deutschen Auswahl bei der Beachhandball-Europameisterschaft erfolgreich den Titel. Bei der im selben Jahr ausgetragenen Hallen-Weltmeisterschaft, die sie mit Deutschland auf dem sechsten Platz abschloss, parierte sie 28 % der gegnerischen Würfe. Im Jahr 2024 nahm sie an den Olympischen Spielen in Paris teil.

### Ehrungen
Nach Abschluss der Spielzeit 2020/2021 wurde Katharina Filter von Fans und einer Experten-Jury zur BSV-Spielerin der Saison gewählt. 2022 erhielt sie das Silberne Lorbeerblatt für den Gewinn der World Games im Beachhandball.